# Andrzej Kretek
Andrzej Kretek (ur. 27 maja 1963 w Pabianicach) – polski piłkarz grający na pozycji bramkarza, obecnie trener.

## Kariera klubowa
Kretek swoją karierę rozpoczynał, ucząc się bramkarskiego fachu w zespole Włókniarza Pabianice. Następnie przeniósł się do Śląska Wrocław, gdzie odsłużył zasadniczą służbę wojskową. Po jej zakończeniu został bramkarzem Piasta Nowa Ruda. Dopiero w czwartym z kolei klubie – GKS-ie Jastrzębie udało mu się zadebiutować w I lidze. Zagrał tam w 19 meczach ligowych, a GKS zajął 14. miejsce w lidze i po przegranych barażach z bydgoskim Zawiszą pożegnał się z najwyższą klasą rozgrywkową. Jego postawa została zauważona przez działaczy łódzkiego Widzewa, dokąd został sprowadzony w następnym sezonie.
W Widzewie Kretek zadebiutował 2 sierpnia 1989 w meczu z Ruchem Chorzów (0:3). Zagrał tam w 14 meczach w I lidze, a Widzew zajął 15. miejsce w tabeli końcowej i spadł do II ligi. Przez kolejne 3,5 roku zagrał tylko w 17 meczach ligowych Widzewa.
Na rundę jesienną sezonu 1994/95 przeszedł do WKS Wieluń. Na wiosnę został już sprowadzony do I-ligowego Rakowa Częstochowa. Zadebiutował w nim 4 marca 1995 w meczu z Olimpią Poznań (1:0). Przez 3,5 roku spędzonych w Częstochowie Kretek rozegrał 35 meczów w I lidze.
W sezonie 1998/99 zaliczył krótki epizod w GKS-ie Bełchatów. Zagrał tam w jednym meczu – z Górnikiem Zabrze (3:1). Na kolejne dwa sezony przeniósł się do RKS Radomsko, gdzie zakończył karierę piłkarską. Łącznie w I lidze polskiej Kretek rozegrał 76 meczów.

## Statystyki
| Sezon       | Klub                | Kraj   | Rozgrywki | Mecze | Bramki |
| ----------- | ------------------- | ------ | --------- | ----- | ------ |
| 1982/83     | Włókniarz Pabianice | Polska | II liga   |       |        |
| 1983/84     | Włókniarz Pabianice | Polska | II liga   |       |        |
| 1984/85     | Śląsk Wrocław       | Polska | I liga    | 0     | 0      |
| 1985/86     | Śląsk Wrocław       | Polska | I liga    | 0     | 0      |
| 1986/87     | Piast Nowa Ruda     | Polska | II liga   |       |        |
| 1987/88     | Piast Nowa Ruda     | Polska | II liga   |       |        |
| 1988/89     | GKS Jastrzębie      | Polska | I liga    | 19    | 0      |
| 1989/90     | Widzew Łódź         | Polska | I liga    | 14    | 0      |
| 1990/91     | Widzew Łódź         | Polska | II liga   | 10    | 0      |
| 1991/92     | Widzew Łódź         | Polska | I liga    | 0     | 0      |
| 1992/93     | Widzew Łódź         | Polska | I liga    | 4     | 0      |
| 1993/94     | Widzew Łódź         | Polska | I liga    | 3     | 0      |
| 1994/95 (j) | WKS Wieluń          | Polska | III liga  |       |        |
| 1994/95 (w) | Raków Częstochowa   | Polska | I liga    | 17    | 0      |
| 1995/96     | Raków Częstochowa   | Polska | I liga    | 12    | 0      |
| 1996/97     | Raków Częstochowa   | Polska | I liga    | 4     | 0      |
| 1997/98     | Raków Częstochowa   | Polska | I liga    | 2     | 0      |
| 1998/99     | GKS Bełchatów       | Polska | I liga    | 1     | 0      |
| 1999/00     | RKS Radomsko        | Polska | II liga   |       |        |
| 2000/01     | RKS Radomsko        | Polska | II liga   |       |        |

## Kariera trenerska
Po ukończeniu kariery sportowej Kretek zajął się pracą trenerską. W sezonie 2003/04 objął drużynę Widzewa. Prowadził ją w trzech meczach – ze Świtem Nowy Dwór (2:2), GKS-em Katowice (1:2) i Odrą Wodzisław (0:1), po czym zastąpił go Tomasz Łapiński. W następnych latach Kretek prowadził zespoły: RKS Radomsko, KKS Koluszki, Włókniarz Konstantynów Łódzki] oraz zespół Młodej Ekstraklasy w GKS-ie Bełchatów. Od 2009 roku współpracował z fundacją Widzew Łódź Akademia Futbolu, gdzie pełnił funkcję trenera i koordynatora grup młodzieżowych. W 2010 roku ponownie przejął drużynę łódzkiego Widzewa. Poprowadził ją w 13 spotkaniach w Ekstraklasie (3 zwycięstwa – 6 remisów – 4 porażki).
W sezonie 2011/12 Kretek trenował drużynę Widzewa występującą w Młodej Ekstraklasie, z którą zajął 9. miejsce w tabeli końcowej (przez pewien czas Widzew był nawet liderem tabeli). Po jego zakończeniu klub postanowił nie przedłużać umowy, a miejsce Kretka zajął Tomasz Kmiecik.
We wrześniu 2014 przejął obowiązki I trenera piłkarzy ŁKS-u Łódź. Pod koniec roku władze klubu podjęły decyzję o nieprzedłużaniu z nim umowy.